# George Tautu Archer
George "Tautu" Archer, de son vrai nom Marcel René Tautu dit Céran, est un auteur-compositeur-interprète de variétés polynésiennes et hawaïennes, guitariste, fondateur et membre principal du groupe George "Tautu" Archer and His Pagans, aussi appelé George Archer and His Pagans, George "Tautu" Archer and The Pagans ou George Archer and The Pagans. Il est né le 24 février 1906 et mort le 23 août 1976 à Papeete en Polynésie française.

## Biographie
Marcel René Georges Céran, connu sous le nom de "George Archer" ou de "George Tautu Archer", est né le 24 février 1906 à Papeete en Polynésie. Son nom de scène est une évocation de sa filiation : il combine le nom de famille de sa mère et celui de sa grand-mère paternelle. Son père, Teraiapiti Tautu (1869-1945), fils naturel d'Alexandre Jérusalémy (1830-1914) et de Tetauira Tautu (1835-1904), est élevé sous le nom de "Teraiapiti Tautu, dit Céran" mais, en 1934, le tribunal civil de Papeete l'autorise à se faire appeler "Teraiapiti Tautu Céran-Jérusalémy". Sa mère est Harriett Archer (1874-1953).
George Tautu Archer immigre d'abord à Los Angeles, avant de s'établir à Hawaï. Il commence sa carrière au sein d'un groupe, The Royal Samoans. Le groupe apparut dans le dessin animé Betty Boop's Bamboo Isle (en) de Dave Fleischer en 1932 et apparaîtra dans le court métrage Hawaiian Rhythm du réalisateur et choréographe Larry Ceballos en 1940. George Tautu Archer tourne avec The Royal Samoans dans des spectacles comiques produits au début par Alexander Pantages, spectacles en fait bien plus tahitiens que samoans. Ses tournées le mènent jusqu'à New York au New York Hippodrome où il se produit avec Ben Bernie.
En 1938, George Tautu Archer se marie avec Audrey Robinson, une  Hawaïenne, née à Paia à Maui en 1919. Ils auront un fils, George Marcel Archer Jr (1938-1999), qui sera aussi musicien. La carrière de George Tautu Archer était jusque là centrée sur la musique tahitienne mais lui et sa femme commencent alors à composer des chansons qui mélangent des aspects hawaïens et tahitiens, qui s'inscrivent à l'époque dans un phénomène de transformation de la musique hawaïenne traditionnelle avec des influences étrangères que les  Hawaïens vont nommer musique hapa (en) haole (en), c'est-à-dire musique demi étrangère. Sa chanson "Kilakila 'O Haleakala" produite dans les années 1940 est un exemple où se marient parfaitement le mélé (en) hawaïen et les rythmes tahitiens.
George Tautu Archer forme alors son groupe, George Archer and The Pagans, dont les membres sont, entre autres, Kepoikai "Splash" Lyons à la steel guitar et au chant, Thomas "Tommy" Carter au vibraphone, Dorothy Kahananui et Audrey Robinson au chant. Dorothy Kahananui écrit les arrangements vocaux. Audrey Robinson écrit certains textes. Splash Lyons est un personnage déjà connu, non seulement comme musicien mais aussi comme surfeur ; il est en outre un des membres historiques de ceux qui se nomment les "Waikiki Beachboys" et qui travaillent pour les touristes comme plagistes et professeurs de surf,,.
Il faut souligner la modernité de l'ensemble ainsi constitué. En effet, la pluralité des voix et des tonalités produites par George Tautu Archer, Splash Lyons, Audrey Robinson, Dorothy Kahananui et, ponctuellement, par Bill Dias et Elissa Kroll, donnent au groupe une forte base vocale, influencée en cela par l'harmonie vocale, qui est un style très populaire dans les années 1940 aux États-Unis. De plus, le vibraphone et la steel guitar sont des instruments tout récents. Le vibraphone est inventé en 1916 tandis que la steel guitar est inventée en 1928. À Hawaï, les premiers enregistrements de steel guitar ont été faits chez Brunswick Records en 1928 par Splash Lyons, reconnu comme un pionnier, sur des compositions de Johnny Noble. Splash Lyons jouait alors avec les groupes The Keaumoku Trio ou Amalu's Trio. Il participe ainsi à l'enregistrement de "Coconut Taro", "Hawaiian Love", "Hula Blues", "My Hula Girl In Hula Town" ou "My Sweet Hawaiian Pine", par Johnny Noble and His Hawaiian Music featuring Kepoikai Lyons and The Keaumoku Trio, et de "Hu'i E", "Kukuna Oka La" ou "Na Lei", par Johnny Noble and His Hawaiian Music featuring Kepoikai Lyons and Amalu's Trio. Après 1956, Splash Lyons continuera sa carrière dans le groupe Splash Lyons and His Hawaiians chez Decca Records.
George Tautu Archer enregistre chez Bell Records à la suite de Bill Ali'iloa Lincoln (en), qui fut le premier artiste  hawaïen à être produit par le nouveau label créé en 1944. Ses premiers enregistrements sont des chansons qu'il a composées au début des années 1940, comme, par exemple, "Twilight In Hawaii", déposée en 1941. Il continue à composer et à enregistrer des chansons avec son groupe jusqu'en 1948, chansons écrites en anglais, en hawaïen ou en tahitien. Sa chanson hapa (en) haole (en) la plus célèbre, en particulier auprès du public  hawaïen, reste "Twilight In Hawaii", co-écrite avec Audrey Robinson, et d'abord chantée et popularisée par Al "Kealoha" Perry and His Singing Surfriders en 1940. Elle devient tellement connue qu'elle est utilisée pendant de nombreuses années comme chanson du générique de la très populaire émission radiophonique, Hawaii Calls, diffusée sur le réseau Mutual. Ses chansons "Hei Porohiti" ou "Hiro E" écrites plus tard sont quant à elles des compositions typiquement tahitiennes. "Hiro E" sera utilisée dans la bande originale du film L'Oiseau de paradis de Delmer Daves en 1951. Il fait aussi des reprises de chansons écrites par Augie Goupil, comme "Papio" ou "Les Femmes d'Amérique". 
En 1948, George Tautu Archer est un temps menacé d'expulsion pour présence illégale sur le territoire des États-Unis. En 1951, il se remarie avec une Hawaïenne, Wilhelmina Aiau (1932-2005), avec laquelle il aura huit enfants. Il retourne s'installer à Papeete. Il enregistre quelques chansons en collaboration avec le chanteur et auteur Maurice Hoatua (né en 1930), connu sous le nom de Morito Tautumaupiha, et le compositeur et producteur Yves Roche. Il meurt le 23 août 1976. 
En 2017, le spectacle Tahiti 1917, qui retrace les carrières de quelques pionniers de la musique polynésienne comme George Tautu Archer, Augie Goupil, Bimbo et d'autres au travers d'extraits de films et de chansons, est présenté pour la première fois au public de Tahiti à Papeete.

## Filmographie
George Tautu Archer figure dans le film Honolulu d'Edward Buzzell de 1939, où Eleanor Powell danse dans deux séquences de hula en claquettes et pieds nus accompagnée d'un orchestre hawaïen. 

## Membres du groupe

### Membres permanents
- George "Tautu" Archer : chant, guitare
- Thomas "Tommy" Carter : vibraphone
- Dorothy Kahananui (1919-1998) : chant
- Kepoikai "Splash" Lyons (1905-1988) : chant baryton, steel guitar
- Audrey Robinson (1919) : chant

### Membres occasionnels
- William "Bill Akamuhou" Dias (1917-1985) : chant baryton basse
- Elissa Kroll : chant alto soprano

## Influences, collaborations et contributions musicales

### Influences
- Musique polynésienne
- Musique hawaïenne
- Musique américaine (swing, jazz, foxtrot)

### Collaborations
George Tautu Archer a travaillé sur le morceau "South Sea Island Magic" enregistré par Bing Crosby avec Dick McIntire and His Harmony Hawaiians (en) chez Decca Records en 1936. 
George Tautu Archer a été guitariste et chanteur sur un certain nombre de morceaux de foxtrot à connotation hawaïenne de Louis Armstrong enregistrés chez Decca Records en 1936 et 1937 : "On A Little Bamboo Bridge", "Hawaiian Hospitality", "To You Sweetheart, Aloha", "On A Cocoanut Island". 

### Contributions
La musique hawaïenne, constituée originellement pour beaucoup de chants appelés mélé (en) accompagnant des danses de style hula, évolue rapidement à partir des années 1920. Apparaissent en effet à cette époque-là le nouvel instrument qu'est la steel guitar ainsi que des nouveaux styles musicaux que sont le foxtrot, le ragtime ou le swing, en attendant le jazz. Ces évolutions touchent tout le Pacifique sud. Par ailleurs, alors que Hawaï avait donné dans un premier temps l'ukulélé aux pays du Pacifique sud, à partir de années 1930, ce sont les Tahitiens qui rapportent à leur tour à Hawaï leurs rythmes et leurs styles de chants ainsi que leurs techniques particulières de battement des instruments à cordes. 
George Tautu Archer, qui s'inscrit parfaitement dans cette veine et cette époque, a donc été important dans l'histoire de la musique américaine et de la musique hawaïenne car il a été un précurseur, comme Augie Goupil, dans la diffusion de la musique polynésienne aux États-Unis, en particulier, des rythmes tahitiens. Il a exercé une influence dans la genèse d'un groupe comme The Kingston Trio, qui, par exemple, reprendra sur son album "Here We Go Again" de 1959 (Capitol T-1258) le titre "E Inu Tatou E", écrit en 1945.  

## Discographie
Les albums de George Tautu Archer ont été essentiellement publiés sur disques en vinyle en 78 tours et en super 45 tours et 45 tours. Ils sont assez rares sur le marché de l'occasion. En format numérique, ses œuvres sont aujourd'hui uniquement disponibles en compilations. 
Jusqu'au début de la guerre, les titres qu'il interprète avec son groupe tendent à être crédités à George Archer and The Pagans ou George "Tautu" Archer and The Pagans. Après-guerre, ils tendent à être crédités à George Archer and His Pagans ou George "Tautu" Archer and His Pagans. Certaines compilations modernes ne font plus crédit des interprétations qu'au seul George Tautu Archer. Les disques répertoriés ci-après comprennent des morceaux interprétés ou co-interprétés par George Tautu Archer avec un de ses orchestres ou en collaboration.

### Albums originaux

#### 78 tours
- 1941 : Twilight In Hawaii – Paradise For Two (Bell LKS 27-28) : par George Archer and The Pagans
- 1943 : Whispering Reef – Waikiki Chickadee (Bell  LKS 29-30) : par George Archer and The Pagans
- Beautiful Isles Hawaii – Blue Lei (Bell LKS 31-32) : par George Archer and The Pagans
- Polynesian Hidaway – Hawaiian Vamp (Bell  LKS 33-34) : par George Archer and The Pagans
- Princess Pupule (Poo-Poo-Lay) – Uluhua Wale Au (Bell  LKS 77-78) : par George Archer and The Pagans
- Kila Kila O Haleakala – For You A Lei (Bell LKS 79-80) : par George Archer and The Pagans
- White Ginger Blossoms – Oh! Hula Lady (Bell LKS 81-82) : par George Archer and The Pagans
- Moonlight And Waikiki – To Moe Nei (Bell LKS 75-118) : par George Archer and The Pagans
- 1945 : George Tautu Archer And His Pagans Featuring Elissa Kroll And Bill Dias (Bell A 107, Bell LKS 13-14-76-77-78-81-82, Bell 1-163) : quadruple album comprenant les morceaux "Ama Ama", "Marcelle Vahini", "Toerau", "Hei Porohiti", "Tau Here" et "Papio", interprétés par George Tautu Archer and His Pagans, et les morceaux "For You And I" et "Alekoki" par Andy Cummings and His Hawaiian Serenaders
- 1945 : George Tautu Archer And His Pagans Featuring Tahitian Chants And Songs (Bell A 109, Bell LKS 114-115-116-117-120-121-221-222) : quadruple album comprenant les morceaux "Ama Ama", "Marcelle Vahini", "Toerau", "Hei Porohiti", "Tau Here" et "Papio", interprétés par George Tautu Archer and His Pagans, et les morceaux "For You And I" et "Alekoki" par Andy Cummings and His Hawaiian Serenaders
- 1945 : Ke Kali Nei Au – Kolopa (Bell LKS 106-109, United Artist LKS 106-109) : par George Kainapau with George Archer and The Pagans
- 1946 : George "Tautu" Archer And His Pagans (Bell LKS 27-28-29-30-31-32-33-34) : quadruple album comprenant les morceaux "Twilight In Hawaii", "Paradise For Two", "Whispering Reef", "Waikiki Chickadee", "Beautiful Isles Hawaii", "Blue Lei", "Polynesian Hidaway" et "Hawaiian Vamp", interprétés par George "Tautu" Archer and His Pagans[12]
- 1946 : George "Tautu" Archer And His Pagans Featuring Tahitian Love Songs And Chants (A 108, Bell LKS 114-115-116-117-119-124-120-121) : quadruple album comprenant les morceaux "Ama Ama", "Marcelle Vahini", "Toerau", "Hei Porohiti", "Maruru A Vau", "Reva Taua", "Tau Here" et "Papio", interprétés par George "Tautu" Archer and His Pagans[12],[13]
- 1947 : Pohai Kealoha – E Kuu Lei (Bell LKS 107-108) : par George Kainapau with George Archer and His Pagans
- 1947 : Mauna Kea – Hilo Hanakahi (Bell LKS 110-111) : par George Kainapau with George Archer and The Pagans
- 1947 : Maruru A Vau – Reva Taua (Bell LKS 119-124) : par George "Tautu" Archer and His Pagans
- Hookipa Paka – E Mama Ea  (Bell LKS 112-113, United Artist LKS 112-113) : par George Kainapau with George Archer and His Pagans
- Toerau – Hei Porohiti (Bell LKS 116-117) : par George "Tautu" Archer and The Pagans
- Ua Lika Noa Like – Hiro E (Bell LKS 123) : par George Archer and The Pagans
- Les Femmes d'Amérique (Bell LKS 125) : par George "Tautu" Archer and The Pagans

#### 45 tours et super 45 tours
- Ama Ama – Marcella Wahine (Bell Records LKS 114-115) : par George Archer and His Pagans

### Compilations récentes
- 1962 : Hawaiian Strings (Waikiki PLH 818) : compilation qui comprend le titre "Tahitian Lullaby" interprété par George Archer
- Stringing Along With You, Hawaiian Style (Waikiki 308) : compilation qui comprend le titre "Tahitian Lullaby" interprété par George Archer
- 1994 : On A Coconut Island (Harlequin HQ CD 46) : compilation qui comprend les titres "Les Femmes d'Amérique" et "Papio" interprétés par George Archer
- 1995 : The Legends of Waikiki (Michael Cord) : compilation qui comprend le morceau " Waikiki Chickadee" interprété par George "Tautu" Archer and His Pagans
- 1998 : Lei Of Stars (Hana Ola HO CD 31000) : compilation qui comprend les titres "Waikiki Chickadee", "Twilight In Hawaii" et "The Hawaiian Vamp", interprétés par George "Tautu" Archer and His Pagans, "White Ginger Blossoms", interprété par Elissa Kroll with George "Tautu" Archer and His Pagans, et "Ke Nali Nei Au" interprété par George Kainpau and Bill "Akamuhou" Dias with George Archer's Harmony Hawaiians
- 2002 : Twilight In Hawaii – Legends Of Hawaiian Music  (Sounds of the World) : compilation qui comprend le morceau "Twilight In Hawaii" par George "Tautu" Archer and His Pagans
- 2003 : Hawaiian Favourites (Goldies GLD 25454) : compilation qui comprend le morceau "Twilight In Hawaii" par George "Tautu" Archer and His Pagans
- 2003 : The Heart Of Tahiti – 20 Top Tahitian Tunes By Authentic Island Stars (Sounds of the World) : compilation qui comprend le morceau "Hei Porohiti" par George "Tautu" Archer"
- 2009 : Hawaiian Vacation Spa (Cleopatra) : compilation qui comprend le morceau "Papio" interprété par George "Tautu" Archer and His Pagans
- 2009 : Vintage Hawaiian Music (Big Eye Music) : compilation qui comprend les morceaux "Papio" et "Les Femmes d'Amérique" interprétés par George "Tautu" Archer and His Pagans
- 2010 : Souvenirs de Moorea – O Eimeo… (Manuiti 3054) : compilation de seize morceaux qui comprend les chansons "Matahiti Api", "Te Ata O Te Here", "Afea E Nafea", "Arearea" et "Moorea" interprétées par George "Tautu" Archer, Morito et Orchestre Yves Roche
- 2013 : Tahitian Lost Paradise – 1944-1949 – Tamoure And Folkloric Chants From Tahiti – Vol. 1 (Mondotone) : compilation qui comprend deux morceaux, "Toerau" et "Marcela Mahine", interprétés par George Tautu Archer and His Pagans
- 2014 : The Best Vintage Tunes – Nuggets & Rarities – Vol. 12 (Soul Vibes) : compilation qui comprend le morceau "Toerau" par George Tautu Archer
- Tahiti Tamatua – Tahiti jadis (Manuiti 3035) : par Tautu Archer and His Pagans